# حالة الجمود في جنوب فلسطين
حالة الجمود في جنوب فلسطين هو مصطلح يصف مواجهة التي بلغت مدتها ستة أشهر بين قوة المشاة البريطانية المصرية والجيش العثماني في جنوب فلسطين خلال الحرب العالمية الأولى.

## نصر بريطانيا في غزة
بعد الهزيمة البريطانية الأولى في غزة في مارس 1917، أقال قائد القوة الشرقية، الجنرال تشارلز دوبيل، قائد الفرقة 53 (الويلزية)، اللواء إيه جي دالاس، بينما نُقلت الفرقة من الصحراء إلى القوة الشرقية. ومع ذلك، بعد الهزيمة الثانية في 21 أبريل، قام الجنرال موراي بدوره بإقالة دوبيل، وترقية قائد الصحراء، الجنرال فيليب شيتود، مكانه. استُبدل شيتوود بهاري شوفيل، الذي ترقّى من قيادة فرقة أنزاك مونتيد، بينما ترقى إدوارد تشيتور، قائد لواء نيوزيلندا، ليحل محل شاوفل. ومع ذلك، أُعفي الجنرال موراي من قيادة قوة التجريدة المصرية في يونيو وأُعيد إلى إنجلترا.
كانت القوات الأوروبية محظوظة لأن القوات العثمانية لم تشن هجومًا مضادًا واسع النطاق بعد هزيمتها في معركة غزة الثانية، حيث من المرجح أن ينجح مثل هذا الهجوم في دفع القوات الأوروبية إلى التراجع. وبغض النظر عن ذلك، فقد واجهت قوة التجريدة المصرية المشكلات المتمثلة في تأمين المواقع التي احتلتها في نهاية المعركة، وإعادة تنظيم الفرق التي استنزفت بشدة وتعزيزها.
تكبّد البريطانيون 4000 ضحية خلال المعركة الأولى لغزة، وأكثر من 6000 ضحية خلال المعركة الثانية. كان لابد من التعامل مع هذه الخسائر، ودفن الموتى وتخزين أمتعتهم الشخصية أو إرسالها إلى منازلهم، والاهتمام بالجرحى. خلال ذلك، مُدّد خط السكة الحديدية، الذي وصل دير البلح قبل معركة غزة الثانية بخط فرعي إلى منتزه إشكول الوطني.
مع انسحاب قوة التجريدة المصرية بعد معركة غزة الثانية، اتخذ لواء البنادق النيوزيلندية موقعًا في وادي غزة، على بعد خمسة أميال (8.0 كم) جنوب غزة، وحفروا خنادق للمواجهة والهجوم.
بنى الطرفان تحصينات واسعة قوية للدفاع عن خط غزة. كانت هذه الخنادق تشبه تلك الموجودة على الجبهة الغربية، إلا أنها لم تكن واسعة جدًا ولها جناح مفتوح.
بين 400-2500 ياردة (370 - 2.290 مترًا مربعًا)، امتدت الخطوط الدفاعية 30 ميلاً (48 كم) من الشيخ علين على البحر الأبيض المتوسط إلى الشيخ عباس وإلى تل جيمي وبئر السبع.  ومع ذلك، أصبحت خطوط الخنادق خلف الشيخ عباس مباشرة سلسلة من النقاط القوية المحصنة، إذ امتد الخط العثماني جنوب شرق على طول طريق غزة إلى بئر السبع، بينما تحول خط قوة التجريدة المصرية بعد وادي غزة بشكل أكثر حدة جنوبًا لتكون على مسافة تسعة أميال (14 كم) جنوب الخط العثماني.

## الوضع بعد معارك غزة

### القوات الألمانية والعثمانية
تألف الجيش العثماني الرابع بعد معركة غزة الثانية من 174.908 رجل، و36.225 حيوان، و5.351 جمل، وأسلحة: 145.840 بندقية، و187 رشاش، و282 مدفع. في ذلك الوقت، كانت الفرق الخمسة التابعة للجيش الرابع مسؤولة عن تحصين فلسطين والساحل الشمالي لسوريا وخط سكة حديد الحجاز.
كانت الأولويات الاستراتيجية لأنور باشا وهيئة الأركان العامة العثمانية هي استخدام هذه القوة لدفع قوة الطوارئ الأوروبية إلى قناة السويس واستعادة بغداد وبلاد ما بين النهرين إلى جانب بلاد فارس، مع الاعتماد على خطوط اتصال داخلية غير موجودة ونقص في النقل الاستراتيجي. في عام 1917، أصبحت فرقة المشاة التركية 54 و59 في فلسطين وسوريا غير فعالة. أُلقي اللوم على خسارة هذين القسمين في مشاكل الإمداد الناجمة عن خط السكك الحديدية أحادي المسار غير المكتمل من تركيا، والذي لم يكتمل عبر جبال طوروس وأمانوس حتى عام 1918.  تعزز لاحقًا الجيش العثماني بشكل كبير بعد الانتصارين في غزة من حيث القوة والمعنويات.
في غضون أسابيع قليلة من معركة أبريل على غزة، أضاف الجنرال فون كريسنشتاين، القائد الميداني الألماني تحت قيادة جمال باشا، إلى فرقته الثالثة والسادسة عشرة والثالثة والخمسين من الجيش الرابع، الفرقتين السابعة والرابعة والخمسين كتعزيزات. أعيد تنظيم هذه القوة إلى فيلقين للإبقاء على خط غزة في بئر السبع: الفيلق XX (فرقة المشاة 16 و54، فوج المشاة 178، فرقة الفرسان الثالثة)، والفيلق الثاني والعشرون (فرق المشاة الثالثة، السابعة، 53).
امتد خط الجبهة العثماني البالغ طوله 30 ميلاً (48 كم) باتجاه الجنوب الشرقي من غزة وسيطر على البلاد إلى الجنوب الغربي، حيث انتشرت قوة التجريدة المصرية في أراضي البلد المفتوحة الوعرة تقطعها العديد من الوديان العميقة. امتد هذا الخط الأمامي بشكل مستمر من غزة إلى بئر السبع لما يقرب من خمسين كيلومترًا. يمكن أن تدعم المواقع الدفاعية الرئيسية على طول الخط بعضها البعض، وبما أنهم كانوا يطلون على سهل منبسط تقريبًا، فإن الهجوم الأمامي عليهم مستحيل عمليًا. كانت الدفاعات العثمانية قوية بشكل خاص في منطقة وادي الشريعة وفي منتصف الطريق إلى بئر السبع. على الرغم من أن هذه الدفاعات المعززة لم تمتد إلى بئر السبع، إلا أن التحصينات القوية، وبعضها فُجّرت من الصخور الصلبة، جعلت من البلدة المعزولة حصنًا.
نُشرت الفرقة الثالثة من جيش فون كريسنشتاين الرابع للدفاع عن غزة والدفاعات الممتدة من حافة شمشون، على بعد ميلين (3.2 كم) جنوب غرب غزة، على طول طريق بئر السبع إلى البير وسيحان. من تلك النقطة، سيطرت الدفاعات العثمانية على طول الطريق على الفرقة 53، بينما دافع الفوج 79 عن الأشغال المحصنة التي ارتبطت بكتيبتين من الفرقة 16، على بعد 15 ميلاً (24 كم) من غزة وفي منتصف الطريق على طول خط الدفاع. بينما نُشرت فرقة الفرسان العثمانية بالقرب من الحوش، 10 أميال (16 كم) شرق غزة.
دُمجت تعزيزات جديدة للقوات في إعادة الهيكلة التنظيمية التي شهدت تشكيل مجموعة جيش يلدريم والجيشين السابع والثامن. تعلمت هذه الوحدات أساليب قتالية جديدة طُوّرت على الجبهة الغربية وأجرت تدريبات أسلحة مشتركة متعددة المستويات. من بين هؤلاء الوافدين الجدد، كانت تجربة فرقة المشاة السابعة (لاحقًا جزء من الجيش الثامن) نموذجية. غادرت هذه الفرقة القسطنطينية في 14 يناير 1917، وبحلول منتصف أبريل أعيد تنظيمها في حلب قبل السفر عبر القدس، لتصل إلى بئر السبع، بين 7 مايو و14 يونيو 1917.  بدأ فوج المشاة العشرين التابع للفرقة بالتشكل أثناء تواجدها في القدس في أوائل مايو.
من 28 يونيو إلى 10 أغسطس، أعيد تنظيم الفرقة السابعة بالإضافة إلى كل فرقة مشاة عثمانية في فلسطين، بحيث جُهّزت ربع قوة بنادقهم، أي فرقة واحدة من كل أربعة، بمدافع خفيفة، مما أدى إلى زيادة قوة النيران بشكل كبير وتعزيز الهجوم والقدرات الدفاعية. بالإضافة إلى ذلك، أمر فون كريسنشتاين، الذي قاد غزة إلى دفاعات بئر السبع، بتشكيل مفارز هجومية تعادل شوستروبين الألمانية. شكّلت الفرقة السابعة مفرزة هجومية مكونة من 50 رجلاً في 17 يوليو 1917.